# Andenes
Andenes  (nordsamiska: Ánddanjárga)  är en tätort som utgör centralort i Andøy kommun, den nordligaste kommunen i Nordland fylke i norra Norge. Orten ligger längst norrut på ön Andøya och hade 2 602 invånare 2006.
Sedan lång tid tillbaka har Andenes, framför allt, levt av fiske och är fortfarande ett av Norges största fiskelägen. Turism är numera en viktig näring, med  bland annat valsafari.
Strax utanför stan ligger den militära Andenes flystasjon. Fem kilometer sydväst om Andenes i Oksebåsen ligger Andøya Space Center.

## Bilder

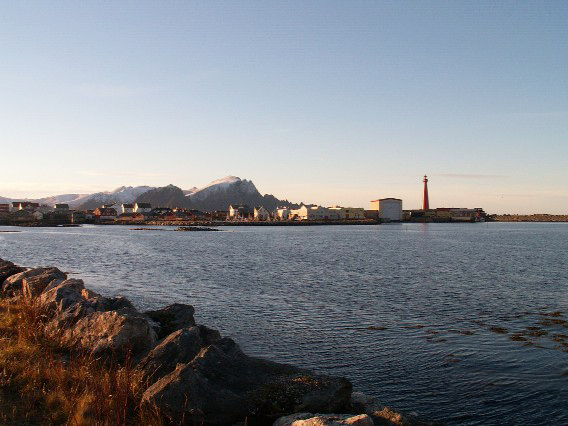
Andenes hamn med fyren längst ut.
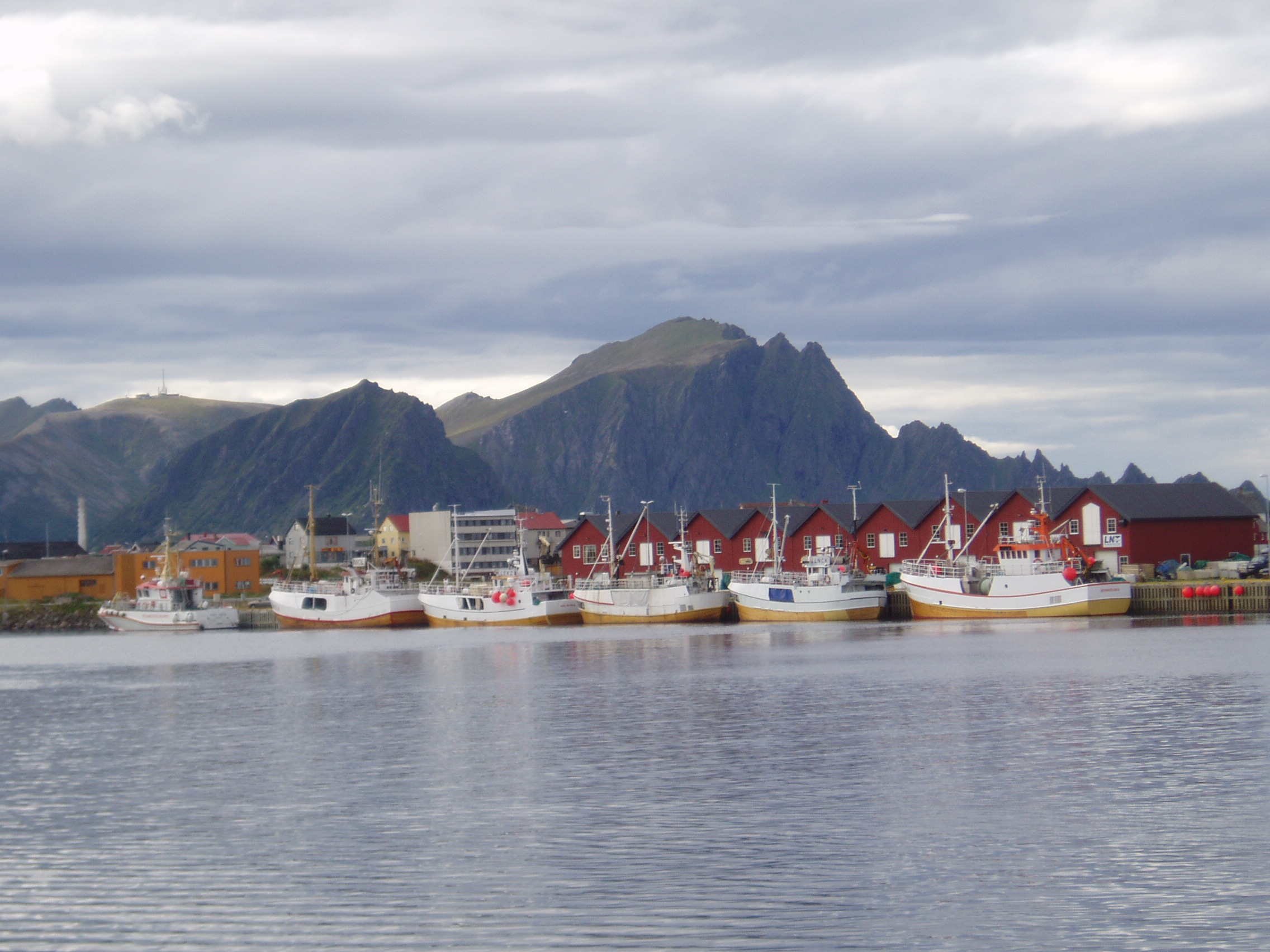
Fiskebåtar i Andenes hamn.
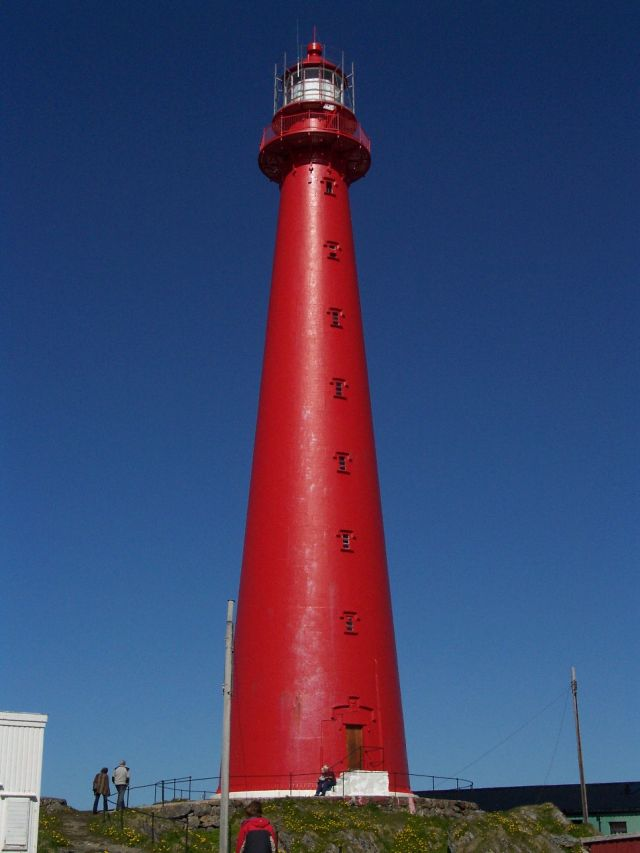
Närbild på fyren i Andenes hamn.
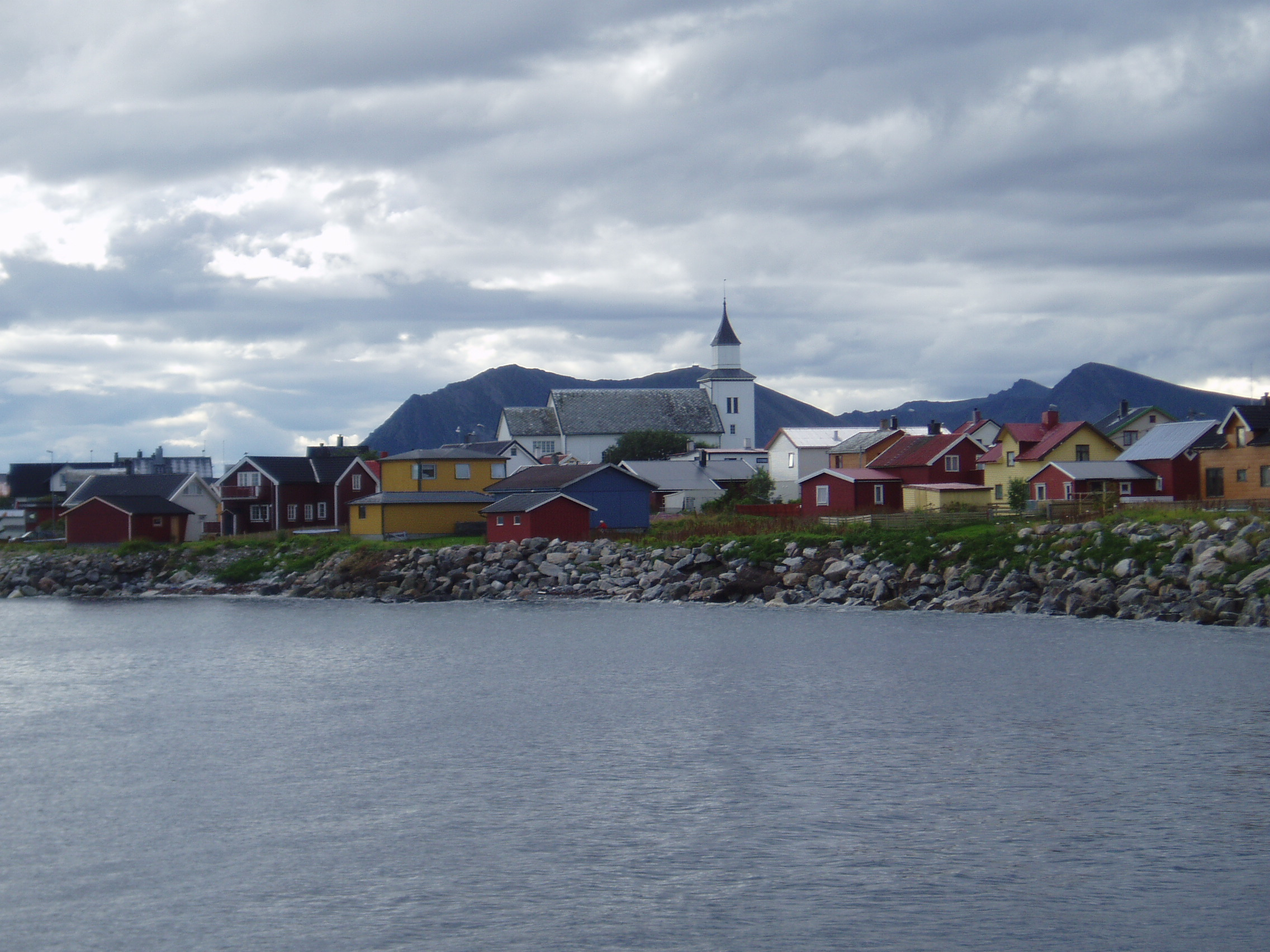
Andenes kyrka.
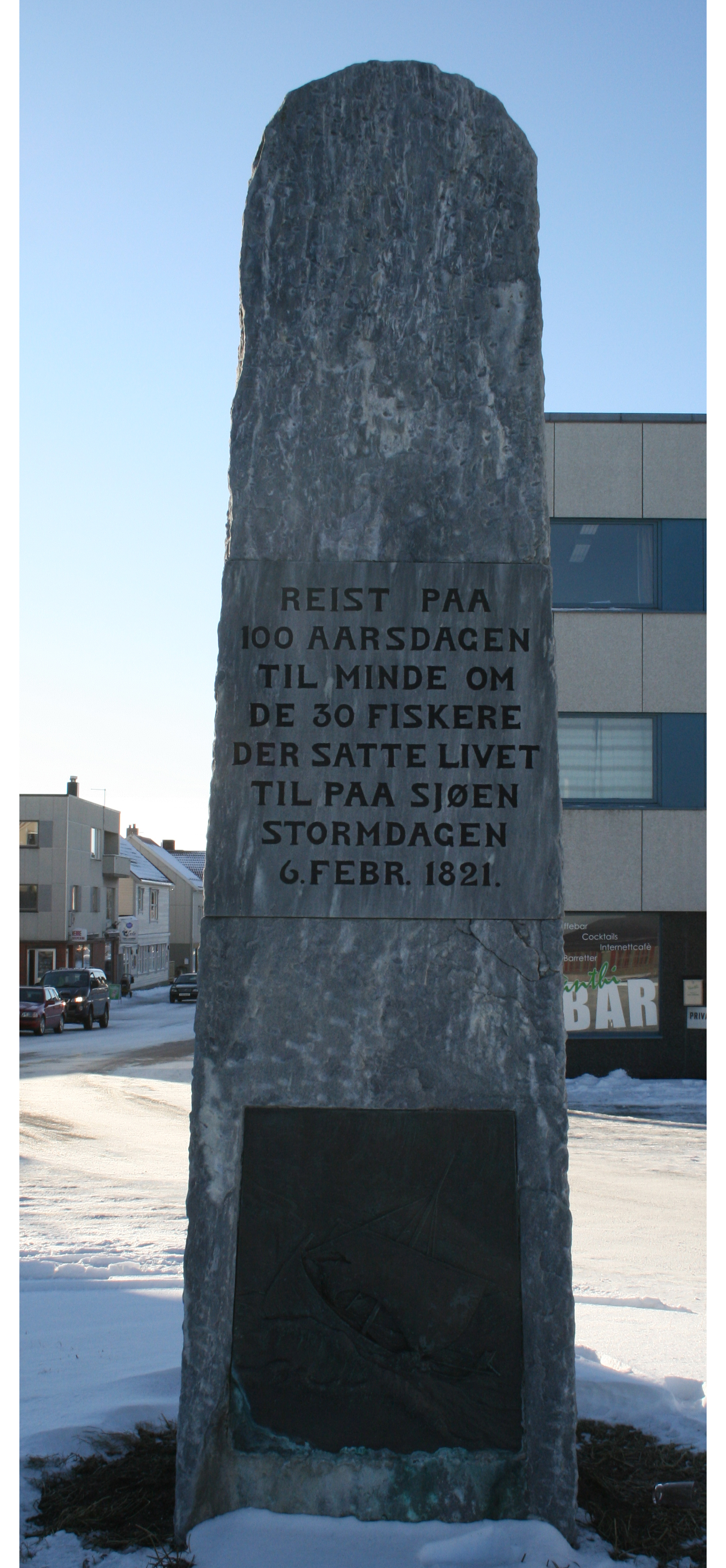
100-årsminnesmärke i Andenes centrum över 30 fiskare som omkom i en storm den 6 februari 1821.
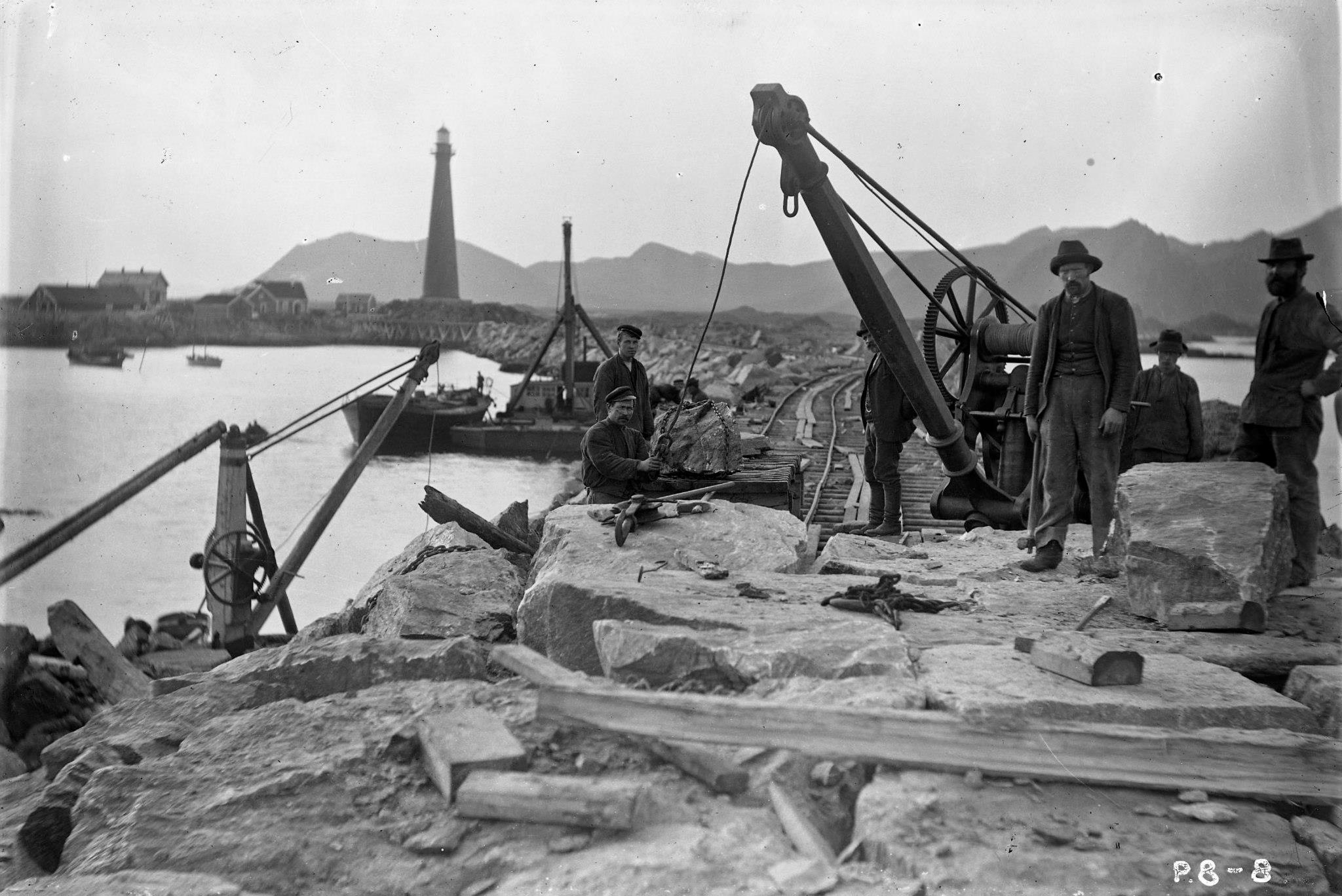
Byggandet av en vågbrytare i Andenes hamn 1902.